# Munroeodes
Munroeodes är ett släkte av fjärilar. Munroeodes ingår i familjen Crambidae.
Kladogram enligt Catalogue of Life:
| Munroeodes | \| \| Munroeodes australis \| \| \| \| \| \| Munroeodes guianae \| \| \| \| \| \| Munroeodes thalesalis \| \| \| \| \| \| Munroeodes transparentalis \| \| \| \| |
|            | \| \| Munroeodes australis \| \| \| \| \| \| Munroeodes guianae \| \| \| \| \| \| Munroeodes thalesalis \| \| \| \| \| \| Munroeodes transparentalis \| \| \| \| |
|            | Munroeodes australis |
|            | |
|            | Munroeodes guianae |
|            | |
|            | Munroeodes thalesalis |
|            | |
|            | Munroeodes transparentalis |
|            | |